# Bigbig Studios
Bigbig Studios är en brittisk datorspelsutvecklare, grundat av före detta anställda från spelföretaget Codemasters år 2001. Företaget grundades tack vare moderbolaget Evolution Studios, och ligger i Warwickshire, England. Företaget fokuserar mest på Playstation Portable-utveckling.

## Speltitlar
| Speltitel                      | Datum | Format                              |
| ------------------------------ | ----- | ----------------------------------- |
| Pursuit Force                  | 2006  | Playstation Portable                |
| Pursuit Force: Extreme Justice | 2008  | Playstation Portable                |
| Motorstorm: Arctic Edge        | 2009  | Playstation Portable, Playstation 2 |